# Fuendetodos
Fuendetodos (aragónul Fuent de Todos) település Spanyolországban, Zaragoza tartományban. Francisco de Goya szülőhelye. Fuendetodos Aguilón, Almonacid de la Cuba, Villanueva de Huerva, Jaulín, Valmadrid, Puebla de Albortón és Azuara községekkel határos. Lakosainak száma 145 fő (2024).

## Népesség
A település népessége az utóbbi években az alábbiak szerint változott:
| Lakosok száma | 187  | 176  | 179  | 169  | 172  | 153  | 126  | 145  | 144  | 145  |
|               | 2001 | 2004 | 2007 | 2009 | 2012 | 2014 | 2017 | 2019 | 2022 | 2024 |